# 新堂洞 (行政洞)
新堂洞 （シンダンドン、朝：신당동）は、ソウル特別市中区にある行政洞。

## 概要
新堂洞は中区東部に位置している行政洞である。北は区境になっており、鍾路区に接している。東は同じ中区の黄鶴洞、新堂5洞、東化洞にそれぞれ接し、南は茶山洞に接している。南西は奨忠洞、西は光熙洞にそれぞれ接している。
もともとこの地域の行政洞は新堂1洞から新堂6洞までであり、行政が機械的に番号を付けた、何ら由緒の無い名称を使用していた。そこで、住民アンケートを実施し、公募した候補の中から新しい名称を選ぶこととなった。その結果、2013年7月20日付けで新堂5洞を除く各洞の名称が一斉に変更され、新堂1洞は「新堂洞」に改名された。

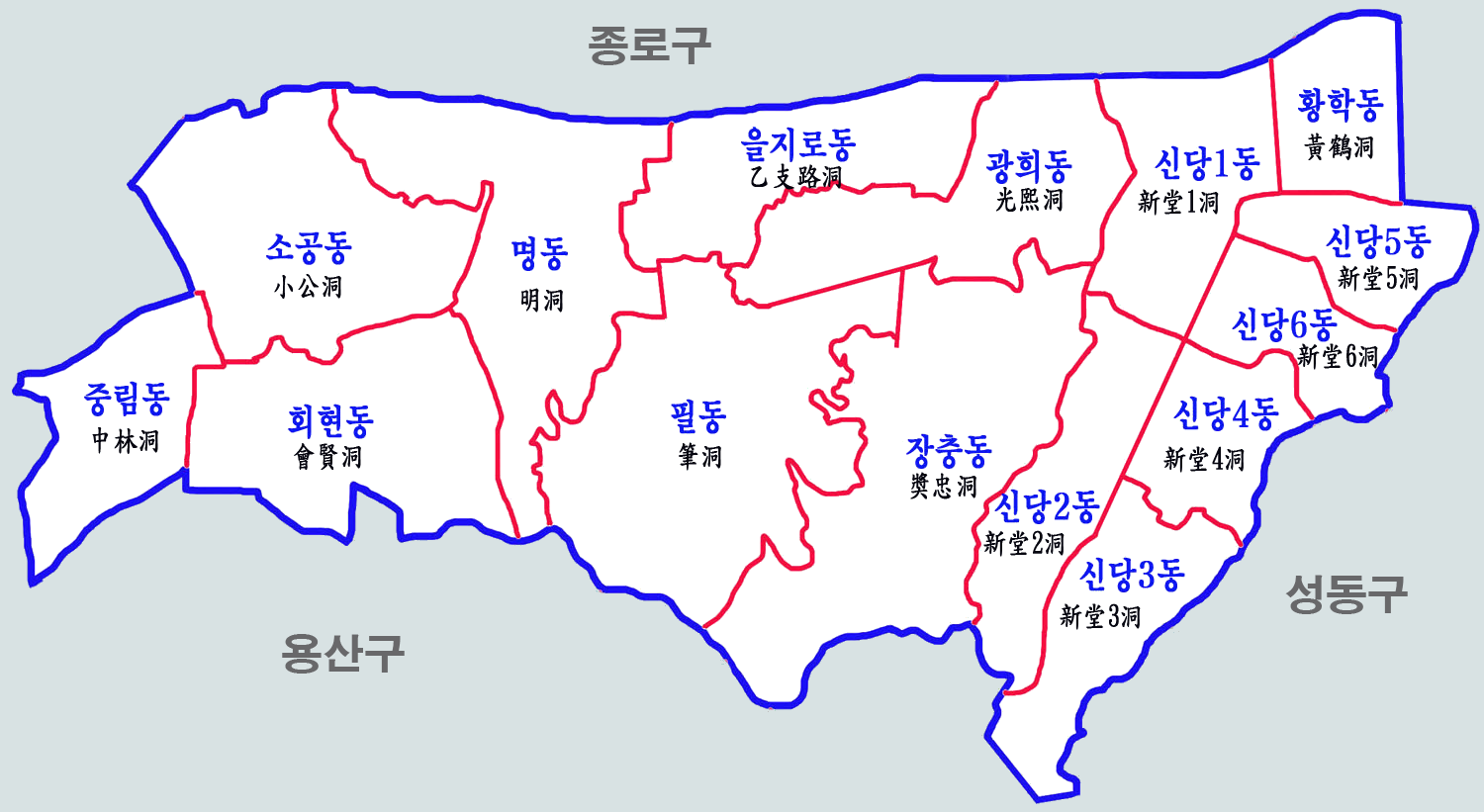
中区の行政洞。上図の新堂1洞が本項の新堂洞に該当

## 法定洞
管轄の法定洞は以下のとおりである。
- 新堂洞 （シンダンドン、신당동）
- 興仁洞 （フンインドン、흥인동）
- 舞鶴洞 （ムハクトン、무학동）